# Jarzębina (województwo pomorskie)
Jarzębina (niem. Schulwiese) – wieś w Polsce, położona w województwie pomorskim, w powiecie kwidzyńskim, w gminie Ryjewo przy trasie drogi wojewódzkiej nr 605.
W latach 1975–1998 miejscowość administracyjnie należała do województwa elbląskiego.